# Svärttjärnen, Västergötland
Svärttjärnen är en sjö i Härryda kommun i Västergötland och ingår i Göta älvs huvudavrinningsområde.